# よろずインドネシア
よろずインドネシア掲示板（よろずいんどねしあけいじばん）は、インドネシア全般に関する内容を日本語でやり取りする電子掲示板。
2014年までは、よろずインドネシアとして非営利団体 IIJC (Indonesia Internet Japan Club) によって運営されていたが、2014年から株式会社EXIDEAの運営するインドネシア生活情報サイト「じゃかナビ」のコンテンツとなっている。
スハルト政権崩壊の引き金となった1998年5月のジャカルタ暴動の際には、テレビ、ラジオとともに貴重な海外危険情報ソースとして「よろず電子掲示板」が利用された。1998年5月17日に外務省が危険度4「家族等退避勧告」（危険度4）を発表するよりも前に、退避する外国人で空港が混乱する状況を予見し、円滑に退避が行われるよう在外公館窓口を設けるよう提言が行われた。